# Raixid-ad-Din
Per altres personatges vegeu: Rashid al-Din (desambiguació) o Raixid-ad-Din (desambiguació)

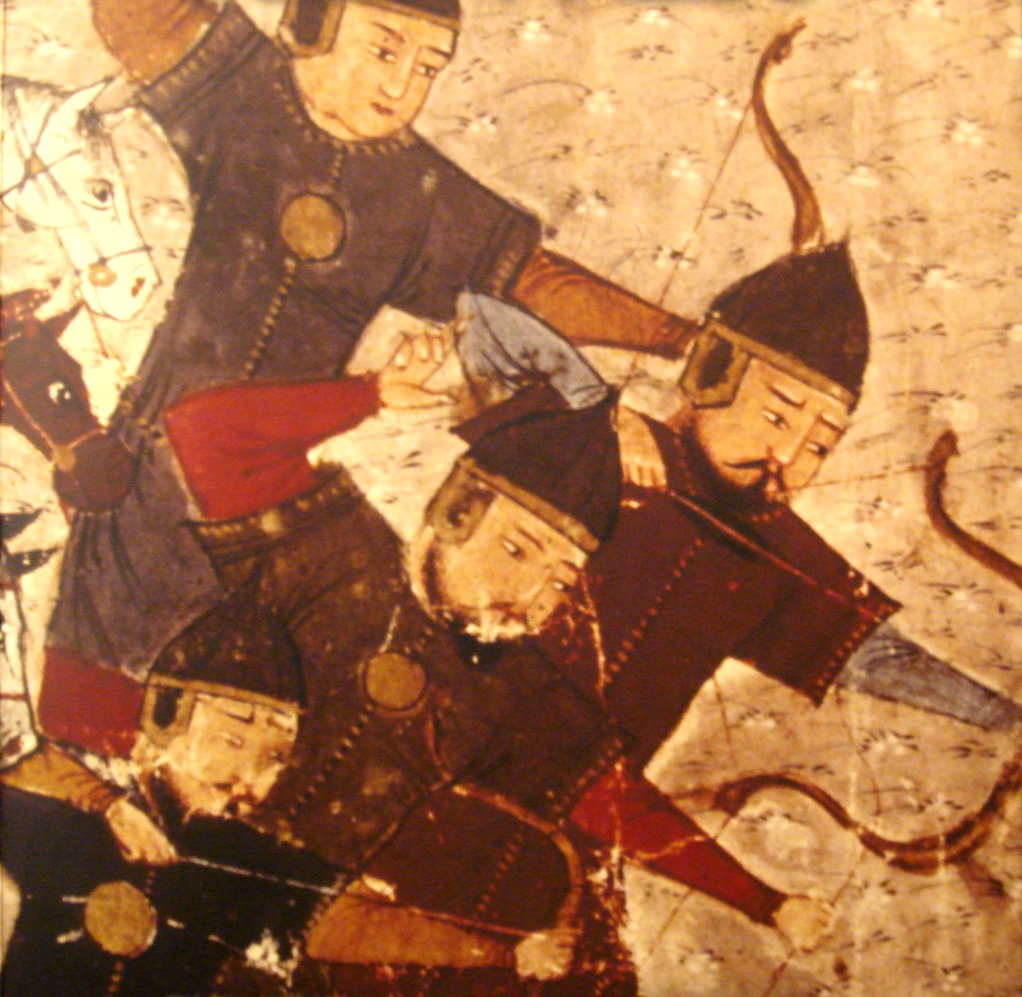
Soldats mongols al Jami al-Tawarikh de Raixid-ad-Din, 1430-1434 dC.

Abu-l-Khayr Raixid-ad-Din Fadl-Al·lah ibn Imad-ad-Dawla al-Hamadhaní, més conegut com a Raixid-ad-Din Tabib, Raixid-ad-Din al-Hamadhaní o, simplement, com a Raixid-ad-Din (persa: رشیدالدین فضل‌الله همدانی; àrab: رشيد الدين فضل‌ الله الهمذانى, Raxīd ad-Dīn Faḍl Allāh al-Hamaḏānī) (Hamadan, 1247 - Sultaniyya, 1318) va ser un metge persa musulmà d'origen jueu, escriptor, metge a Il-kanat Iran, i historiador, que va escriure una història universal en persa anomenada Jami at-Tawàrikh, considerada una peça clau de la historiografia mongòlica.
Després d'haver-se convertit a l'islam als 30 anys el 1277, Raixid-ad-Din es va convertir en el poderós visir de kan il-kànida Ghazan. Més tard va rebre l'encàrrec d'escriure el Jami at-Tawàrikh, ara considerat la font única més important per a la història del període Il-kanat i de l'Imperi Mongol. Va mantenir el seu càrrec de visir fins al 1316.
Després de ser acusat d'enverinar el rei il-kanad Oljeitu, va ser executat el 1318.
L'historiador Morris Rossabi anomena Raixid-ad-Din «probablement la figura més distingida de Pèrsia durant el domini mongol». Va ser un autor prolífic i va establir la fundació acadèmica Rab'-e Rashidi a Tabriz.

## Biografia

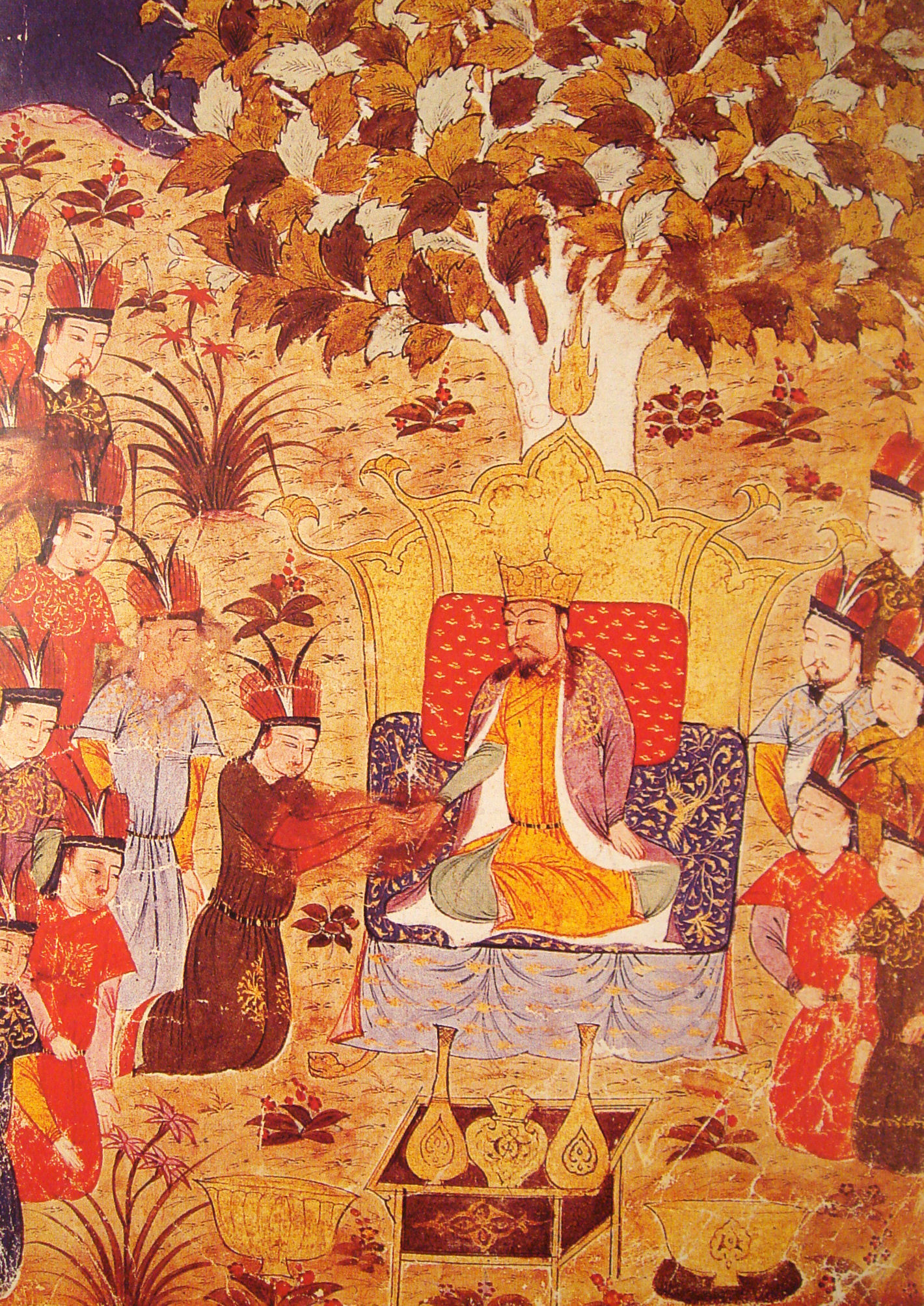
Genguis Kan (centre) a la coronació del seu fill Ögedei. Raixid-ad-Din, principis del segle XIV

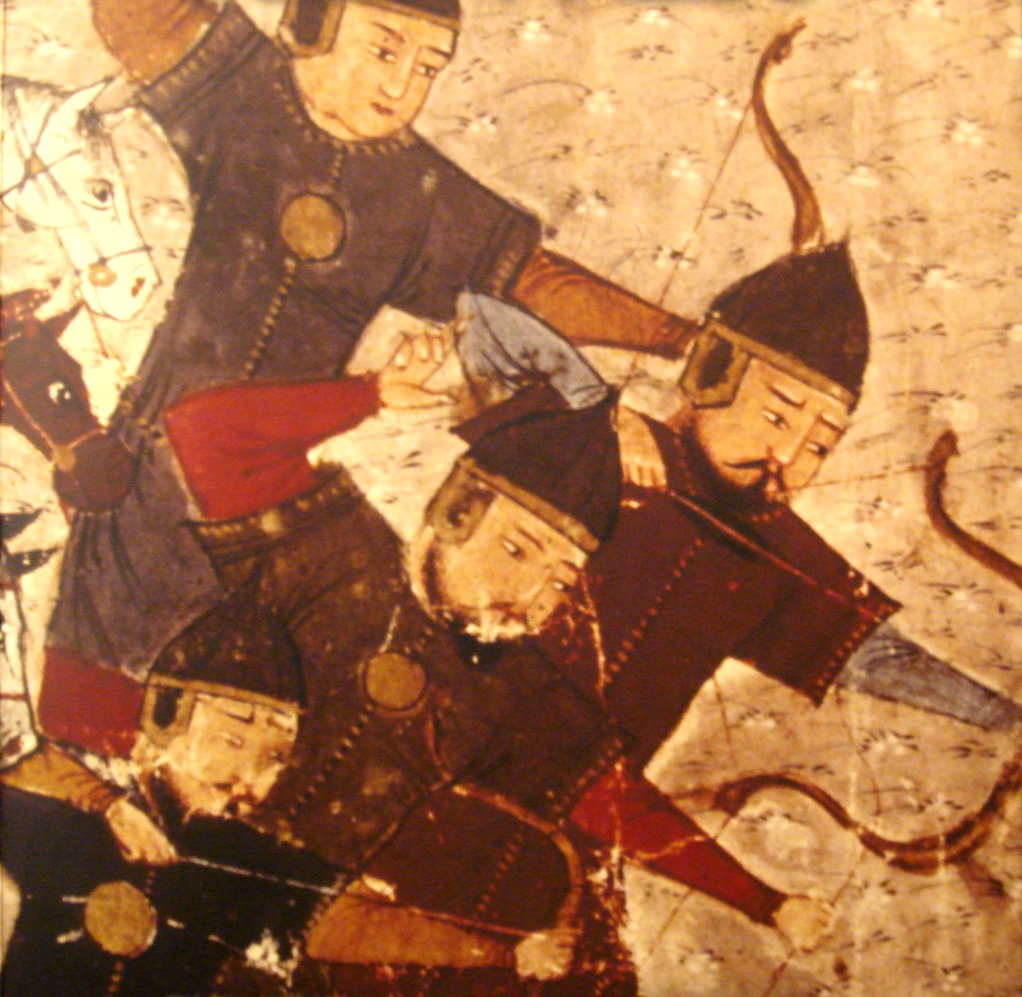
Soldats mongols al Jami at-Tawàrikh de Raixid-ad-Din, 1430-1434 dC.

Raixid-ad-Din va néixer el 1247 en una família jueva persa de la província d'Hamadan. El seu avi havia estat cortesà del fundador de l'Il-kanat, Hulagu Khan, i el pare de Raixid-ad-Din era apotecari a la cort. Es va convertir a l'islam cap als trenta anys. Educat com a metge, va servir primer sota Abaqa, de qui va esdevenir gran visir a la cort de Sultaniyya. També va servir com a visir i metge sota els il-kans Mahmud Ghazan, Oljeitu i Abu Said.
Rashid es va formar com a metge i va començar el servei amb el fill d'Hulagu, Abaqa Khan. Es va convertir en el gran visir de la cort il-kan a Soltaniyeh, prop de Qazvín. Va servir com a visir i metge sota els Il-kans Ghazan i Öljaitü abans de caure en les intrigues de la cort durant el regnat d'Abu Said Bahadur Khan, els ministres del qual el van fer matar a l'edat de setanta anys. El seu fill, Ghiyas al-Din ibn Rashid al-Din, va servir breument com a visir després d'ell.
El 1312 la seva situació a la cort va empitjorar; Sa'd al-Dawla va perdre el poder i fou substituït per Ali Shah, que va intrigar per fer caure Rashid. El 1314 va morir Oljeitu i el va succeir el seu fill Abu Said, jove i inexpert que aviat es va alinear amb Ali Shah. El 13 de juliol de 1318, Raixid-ad-Din, a l'edat de 70 anys, fou executat acusat d'haver enverinat Ghazan Khan, tot i que durant el judici va poder provar que la carta que es presentava com a prova era falsa i es va descobrir tot el complot. Les seves propietats van ser confiscades i els seus llibres i manuscrits foren destruïts, només dos van sobreviure. Cent anys després, sota Miran Shah, fill de Tamerlà, les seves restes foren exhumades del cementiri musulmà i enterrades al cementiri jueu.

## Obra

### Jāmiʿ al-Tawārīkh
La seva gran obra, el Jami at-Tawàrikh («Compendi de Cròniques»), fou encarregada per Mahmud Ghazan com una història dels mongols i la seva dinastia, però després es va expandir per abastar tota la història del món des dels temps d'Adam. Es creu que es va compilar entre els anys 1307 i 1316 sota Muhàmmad Khodabandeh (Oljeitu) gràcies a un gran equip de cal·lígrafs i il·lustradors. No tota l'obra s'ha conservat (es conserven els volums II i III, el primer sobre Genguis Kan i els seus successors i el segon sobre els il-khànides fins al temps de Mongke, que va regnar del 1251 al 1259). Algunes il·lustracions reproduïdes a altres obres són probablement contemporànies. La font principal fou l'Ata al-Mulk Juvayni, però se'n van utilitzar força d'altres. Un capítol tracta de la història dels Francs i hauria estat compilat seguint fonts occidentals com Isol el Pisà o frares dominics; s'inclouen les cronologies de regnat derivades de la crònica de Martin d'Opava († 1278)

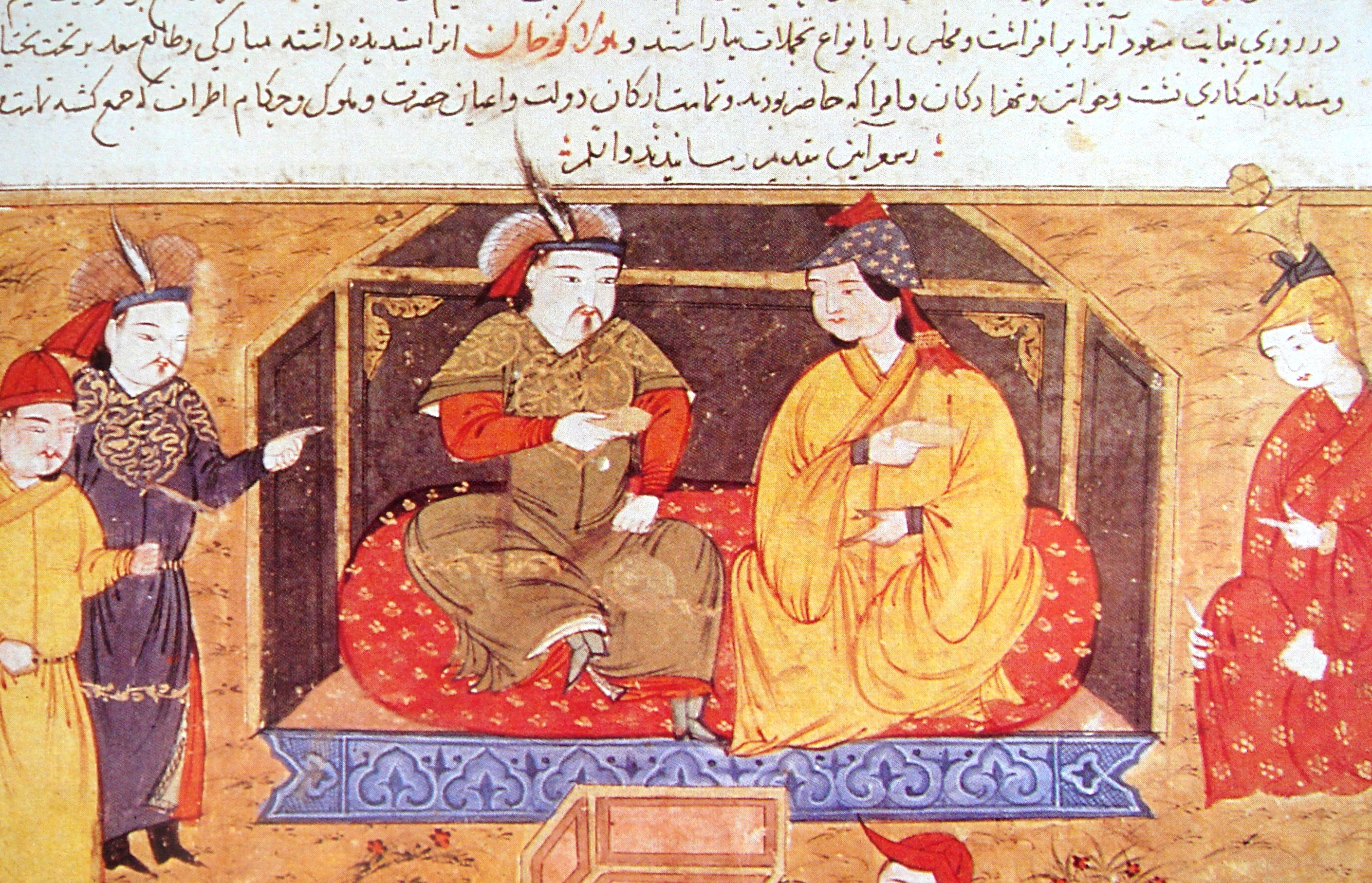
Hulagu amb la seva esposa cristiana Dokuz Khatun, al llibre de Raixid-ad-Din.

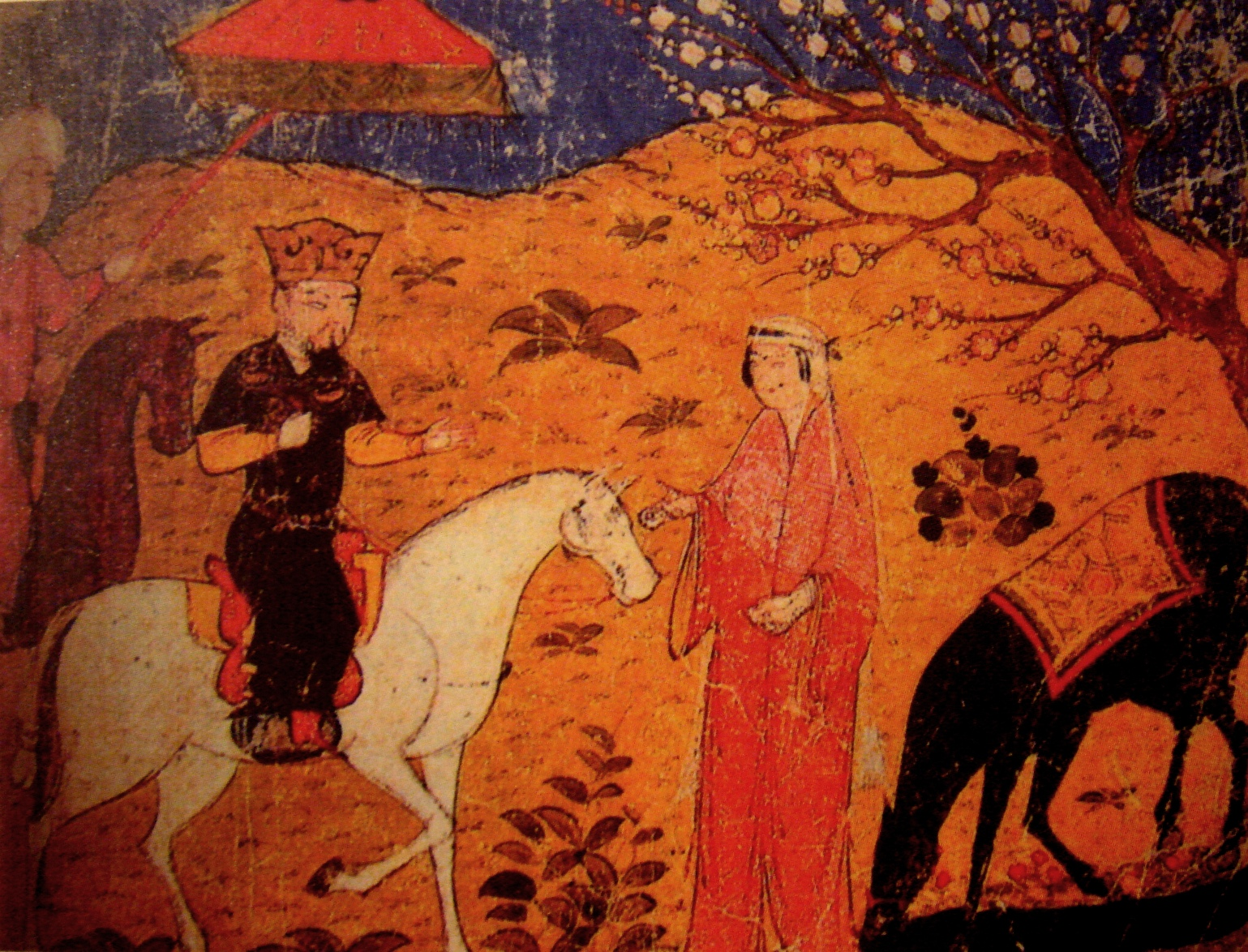
Ghazan a cavall al llibre de Raixid-ad-Din

Tota la seva obra va ser reunida en un sol volum anomenat Jami at-Tasanif ar-Raixidi («La col·lecció de treballs de Raixid»), completada amb mapes i il·lustracions, i que inclou també uns quants treballs curts en medicina i govern traduïts al xinès. També es va traduir l'àrab en la part redactada en persa, i al persa en la part redactada en àrab. La impressió fou per un sistema importat de la Xina i ja utilitzat allí sota Feng Dao (932-953) que impedia les alteracions.

### Taller de cal·ligrafia: Rab' i-Rashidi
El treball es va executar a l'elaborat scriptorium Rab'-e Rashidi de Qazvín, on es va emprar un gran equip de cal·lígrafs i il·lustradors per produir llibres profusament il·lustrats. Aquests llibres també es podrien copiar, tot preservant la precisió, mitjançant un procés d'impressió importat de la Xina.

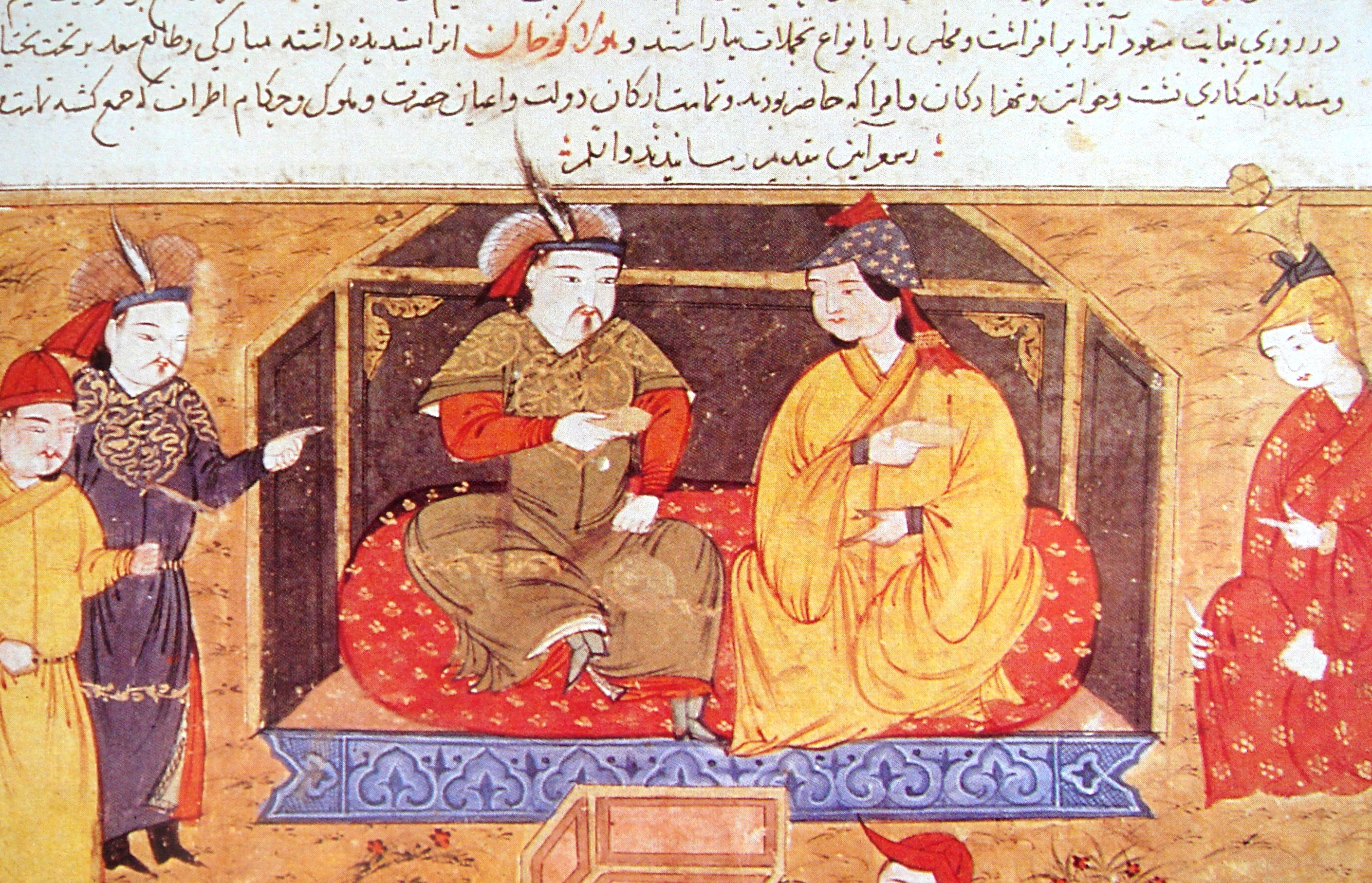
Hulagu Khan amb la seva dona cristiana oriental, Doquz Khatun. Hulagu va conquerir la Síria musulmana, en col·laboració amb les forces cristianes d'Armènia Cilicia, Geòrgia i Antioquia. De l'obra de Raixid-ad-Din.

L'obra es trobava en el moment de la finalització, c. 1307, de grandària monumental. Diverses seccions no han sobreviscut ni han estat descobertes. Parts del Jāmiʿ al-Tawārīkh sobreviuen en manuscrits profusament il·lustrats, que es creu que van ser produïts durant la seva vida i potser sota la seva supervisió directa al taller de Rab'-e Rashidi.

### Importància historiogràfica
Els volums I i II del Jāmiʿ al-Tawārīkh han sobreviscut i són de gran importància per a l'estudi de l'Il-kanat. El volum I «conté la història de les tribus turques i mongoles, incloses les seves llegendes tribals, genealogies, mites i la història de les conquestes mongoles des de l'època de Genguis Kan fins al final del regnat de Ghazan Khan» mentre que el volum II descriu «la història de tots els pobles amb els quals els mongols havien lluitat o amb els quals havien intercanviat ambaixades». En la seva narració fins al regnat de Mongke (1251–1259), Alà-ad-Din Juwayní va ser la font principal de Raixid-ad-Din; tanmateix, també va utilitzar nombroses fonts de l'Extrem Orient i d'altres, ara perdudes. El Jāmiʿ al-Tawārīkh és potser la font persa més completa del període mongol. Durant el període de Genguis Kan, les seves fonts incloïen l'ara perdut Altan Debter (Llibre d'or). El seu tractament del període il-kanid sembla ser esbiaixat, ja que ell mateix era un alt funcionari, però encara es considera la font escrita més valuosa per a la dinastia.
El tercer volum s'ha perdut o no es va acabar mai; el seu tema era «geografia històrica».
El llegat historiogràfic més important del Jāmiʿ al-Tawārīkh pot ser la seva documentació sobre la barreja cultural i el dinamisme consegüent que va conduir a la grandesa dels Imperis persa i otomà, molts dels quals es van transmetre a Europa i van influir en el Renaixement. Aquest va ser el producte de l'extensió geogràfica de l'Imperi mongol, i es reflecteix més clarament en aquesta obra de Raixid-ad-Din. El text descriu els diferents pobles amb els quals van entrar en contacte els mongols i és un dels primers intents de transcendir una perspectiva cultural única i de tractar la història a escala universal. Els Jāmiʿ van intentar proporcionar una història de tot el món d'aquella època, encara que moltes parts s'han perdut.
Un dels volums del Jāmiʿ al-Tawārīkh tracta d'una extensa Història dels francs (1305/1306), possiblement basada en informació d'europeus que treballaven sota els il-kanats com Isol el Pisà o els frares dominics, que és una descripció generalment coherent amb molts detalls sobre l'organització política d'Europa, l'ús de mappae mundi per part dels mariners italians i cronologies reials derivades de la crònica de Martí d'Opava (m. 1278).

### Transmissió de llibres: impressió i traducció

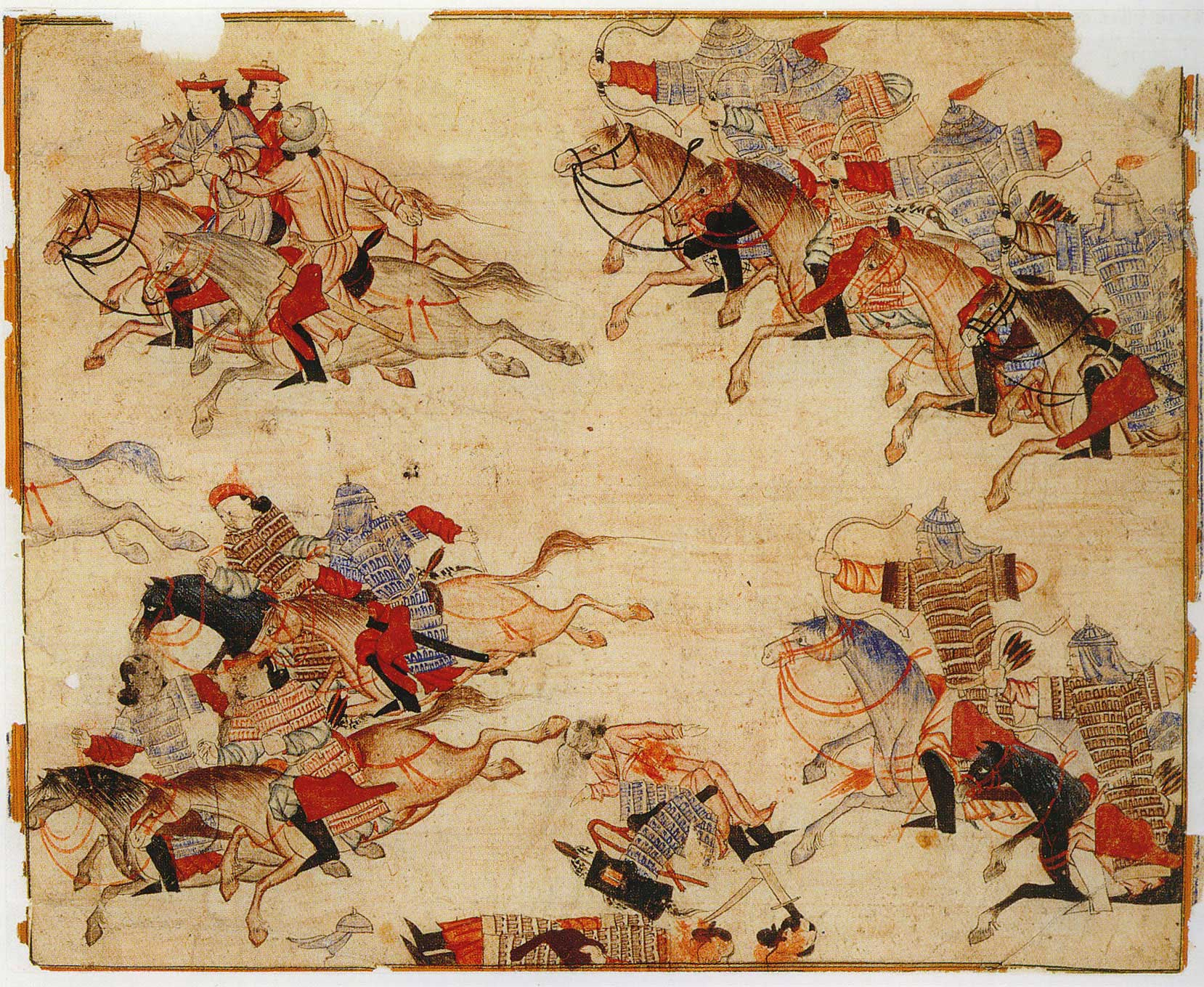
Cavalleria mongola perseguint el seu enemic.

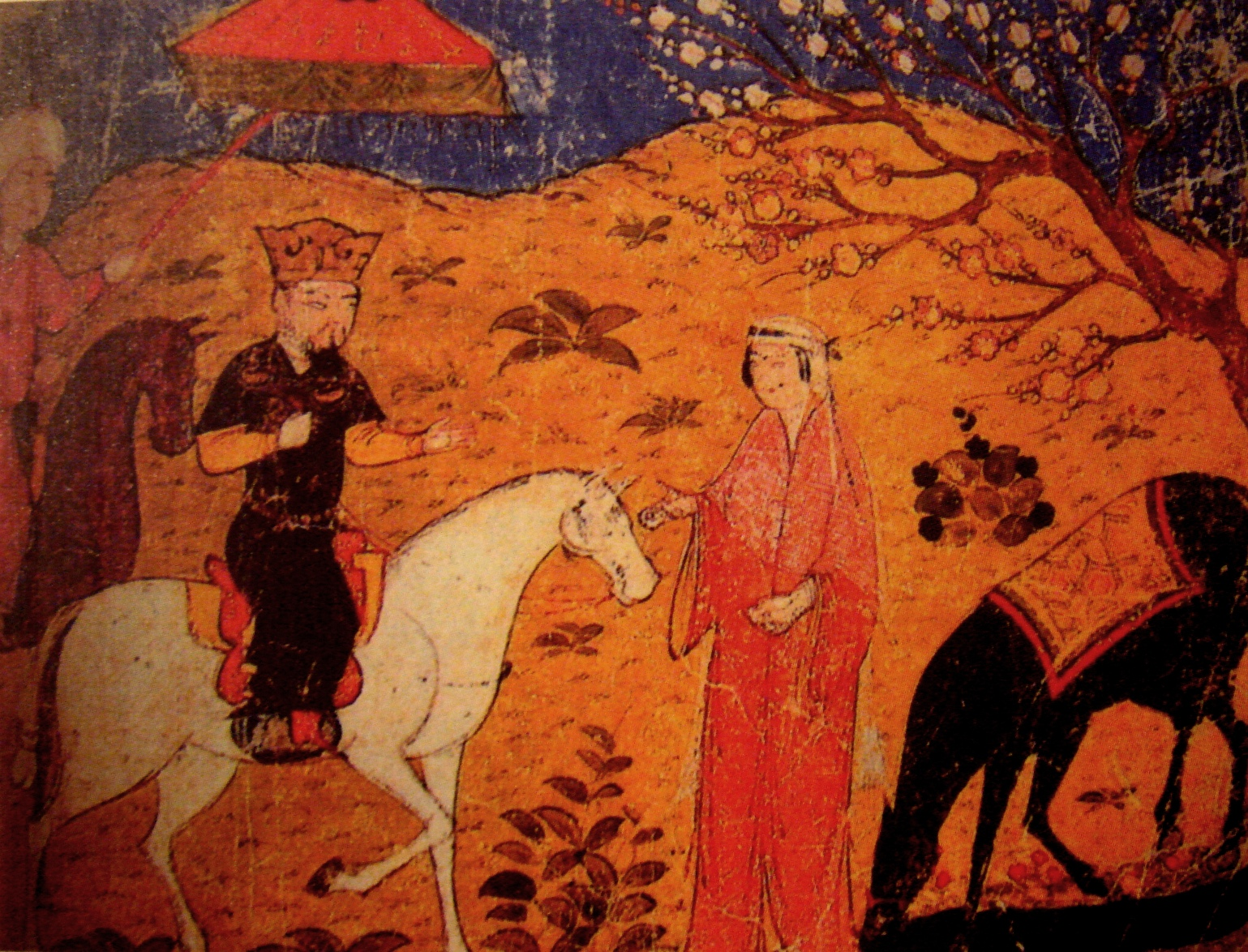
Ghazan al seu cavall. Raixid-ad-Din, Jāmiʿ al-Tawārīkh.

Raixid-ad-Din també va reunir totes les seves composicions en un sol volum, titulat Jami' al-Tasanif al-Rashidi («Les obres col·leccionades de Rashid»), amb mapes i il·lustracions. Fins i tot va fer traduir al xinès algunes de les seves obres més breus, sobre medicina i govern. Tothom que ho desitjava tenia accés a les seves obres i es va animar a copiar-les. Per tal de facilitar-ho, va destinar un fons per pagar la transcripció anual de dos manuscrits complets de les seves obres, un en àrab i un altre en persa.
El procés d'impressió utilitzat al taller ha estat descrit per Raixid-ad-Din, i té una gran semblança amb els processos utilitzats en les grans empreses d'impressió a la Xina sota Feng Dao (932–953):
| « | Quan desitjava qualsevol llibre, un hàbil cal·lígraf feia una còpia en tauletes i era acuradament corregida pels correctors els noms dels quals estaven inscrits a la part posterior de les tauletes. A continuació, els escrits eren tallats per gravadors experts i totes les pàgines numerades consecutivament. Quan acabaven, les tauletes es guardaven en bosses segellades per ser vigilades per persones fiables i, si algú volia una còpia del llibre, pagava els càrrecs fixats pel govern. A continuació, es treien les pastilles de les bosses i es posaven sobre les fulles de paper per obtenir els fulls impresos. D'aquesta manera, no es podien fer alteracions i es podien transmetre fidelment els documents. Amb aquest sistema es feien còpies, es prestaven als amics i els instava a transcriure-les i retornar-ne els originals. Tenia traduccions a l'àrab fetes d'aquelles obres que va compondre en persa, i traduccions perses d'obres compostes en àrab. Quan les traduccions havien estat preparades, les va dipositar a la biblioteca mesquita del Rab'-e Rashidi. | » |

### Acusació d'autoria i plagi
L'autoria del Jāmiʿ al-Tawārīkh ha estat qüestionada per diversos motius.
Abu al-Qasim Kashani (m. 1324), que va escriure la font contemporània més important sobre Öljaitü, va sostenir que ell mateix era el veritable autor del Jāmiʿ al-Tawārīkh, «del qual Raixid-ad-Din havia robat no només el crèdit, però també les considerables recompenses econòmiques».
Segons Encyclopædia Iranica, «tot i que hi ha poques raons per dubtar de l'autoria general de Rašid-al-Din del Jāmeʿ al-tawāriḵ, el treball s'ha considerat generalment un esforç col·lectiu, en part realitzat per assistents de recerca». Kashani podria haver estat un d'aquests assistents.
Alguns també van afirmar que era una traducció d'un original mongol.

## Autoria de les sevescartes
Els estudiosos estan en disputa sobre si les cartes de Raixid-ad-Din són una falsificació o no. Segons David Morgan a The Mongols, Alexander Morton ha demostrat que eren una falsificació, probablement del període timúrida. Un erudit que ha intentat defensar l'autenticitat de les cartes és Abolala Soudovar.

## Poemes de Fahlavi
Sembla que hi ha uns quants fahlavīyāt fets per ell en el seu dialecte nadiu: un hemistich anomenat zabān-e fahlavī (1976, I, p. 290), un quartet amb la denominació bayt-efahlavī i un altre hemistich titulat zabān-e pahlavī («llengua fahlavi»).

## Pèrdua d'influència i mort

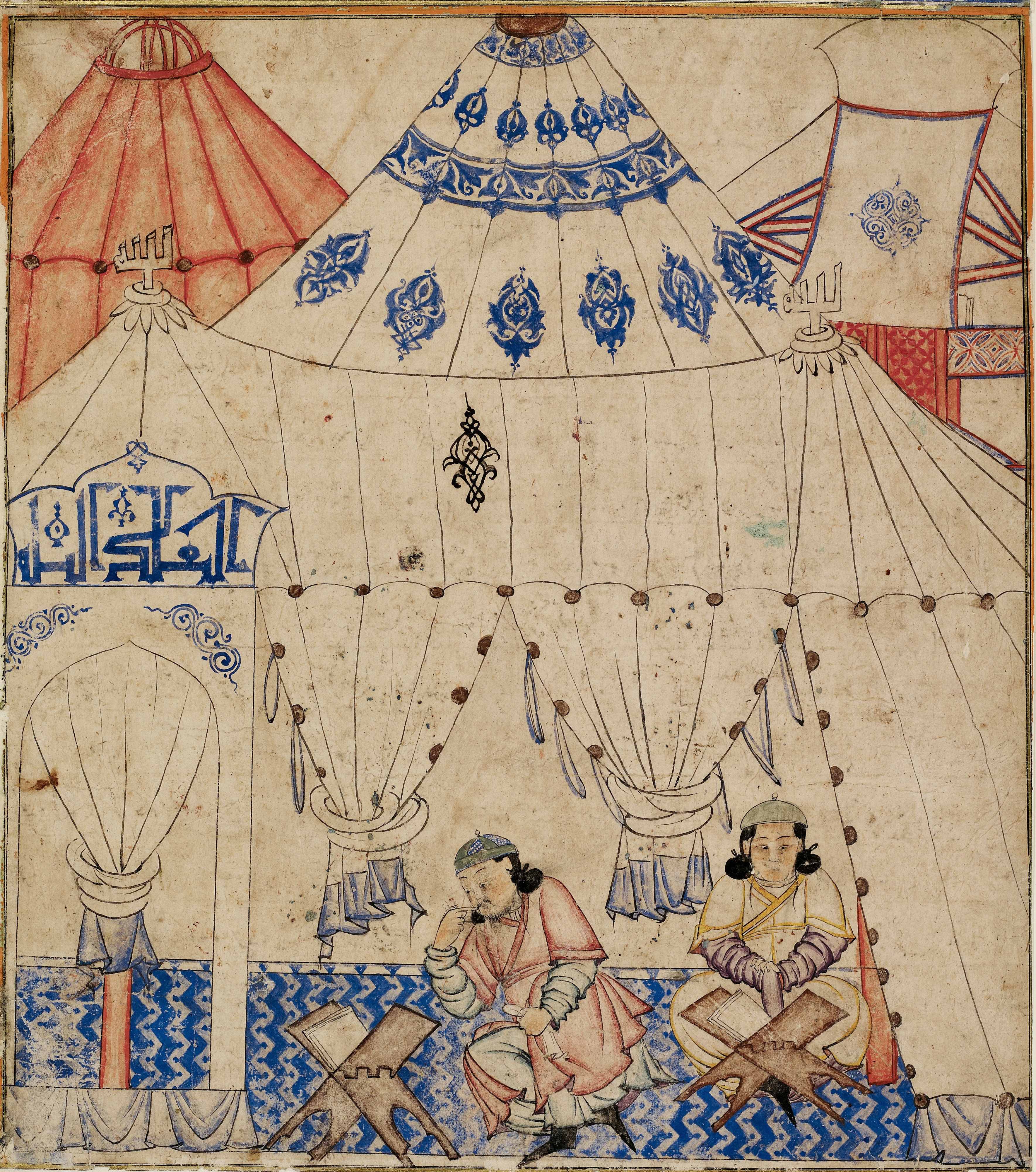
El governant mongol, Ghazan, estudiant l'Alcorà

El 1312, el seu col·lega Sa'd-al-Din Mohammad Avaji va caure i va ser substituït per Taj-al-Din Ali-Shah Jilani. Després, el 1314, Öljaitü va morir i el poder va passar al seu fill, Abu Sa'id Bahadur Khan, que es va posar del costat d'Ali-Shah. El 1318, Raixid-ad-Din va ser acusat d'haver enverinat Öljaitü i va ser executat el 13 de juliol, a l'edat de setanta anys. La seva ascendència jueva va ser citada nombroses vegades a la cort. El seu cap va ser portat per la ciutat després de l'execució i la gent cantava: «Aquest és el cap del jueu que va abusar del nom de Déu, que la maledicció de Déu sigui sobre ell».
Els seus béns van ser confiscats i Rab'-e Rashidi, amb el seu scriptorium i les seves precioses còpies, van ser lliurats als soldats mongols. Un segle més tard, durant el regnat del fill de Tamerlà, Miran Xah, els ossos de Raixid-ad-Din van ser exhumats del cementiri musulmà i reenterrats al cementiri jueu.

## Pensaments nacionals i polítics
Rashid al-din era un patriota iranià i també un admirador de les tradicions de l'estat iranià. El nom d'«Iran» s'esmenta en el seu Jami' al-tawarikh, i va mostrar antipatia pels mongols (a qui es referien com a turcs).